# Bascharage
Bascharage (del alemán: Niederkerschen) es una comuna y una ciudad en el suroeste de Luxemburgo. Es parte del cantón Capellen, que es parte del distrito de Luxemburgo. 
En 2001, el pueblo de Bascharage, que se encuentra en el centro de la comuna, tenía una población de 4.550 habitantes. En el año 2022, esta había aumentado hasta los 5.956 habitantes.
Bascharage es la sede del UN Käerjeng 97, un club de fútbol, que juega en la Division Nationale de Luxemburgo. UN Käerjeng 97 fue creado en el año 1997, cuando el Union Sportive Bacharage se unió con el Jeunesse Hautcharage, representando las dos principales ciudades de la comuna.

## Demografía
Datos obtenidos de la página web oficial
| Gráfica de evolución población de Bascharage entre 1821 y 2022 |
|                                                                |